# Schloßberg 2 (Quedlinburg)

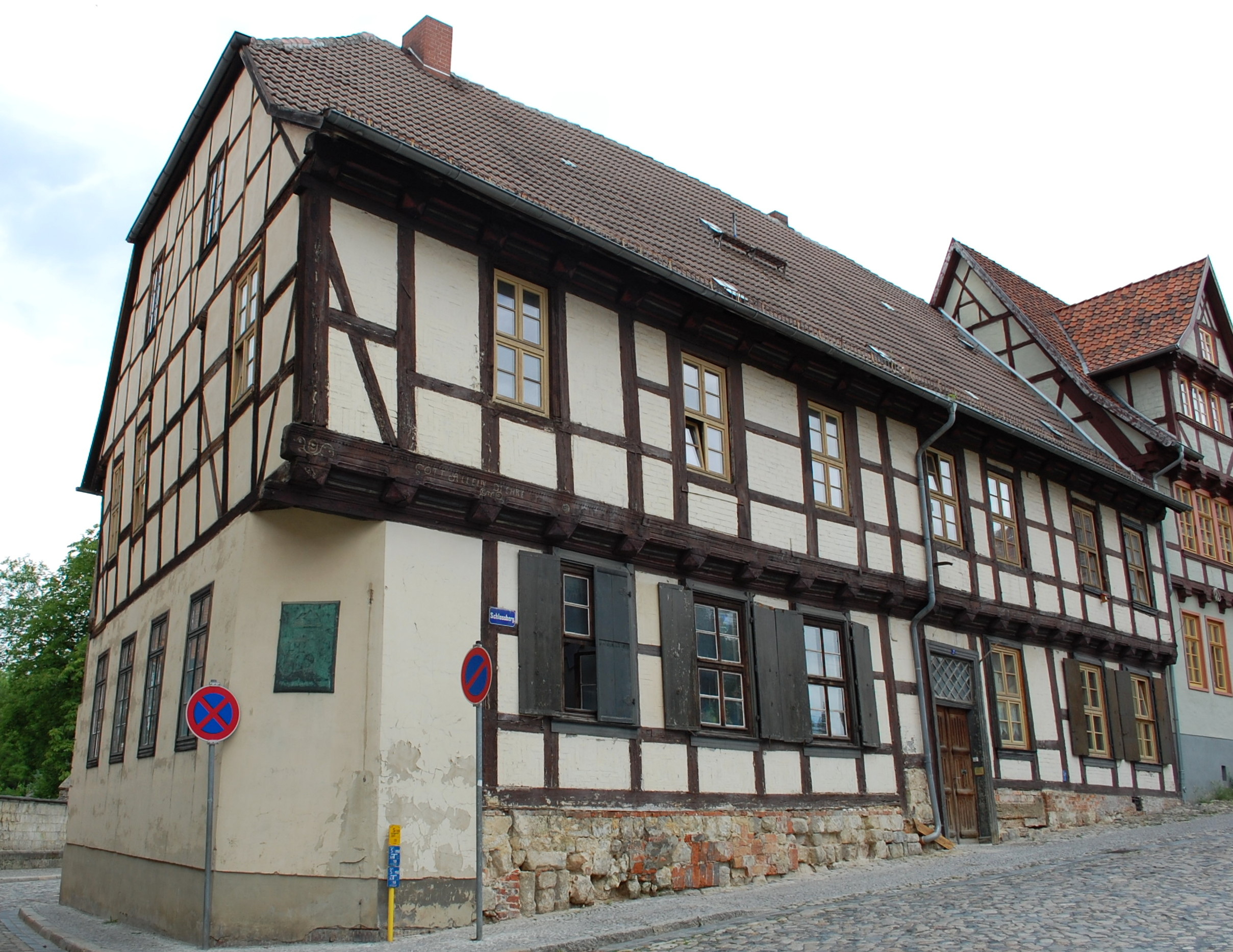
Schloßberg 2

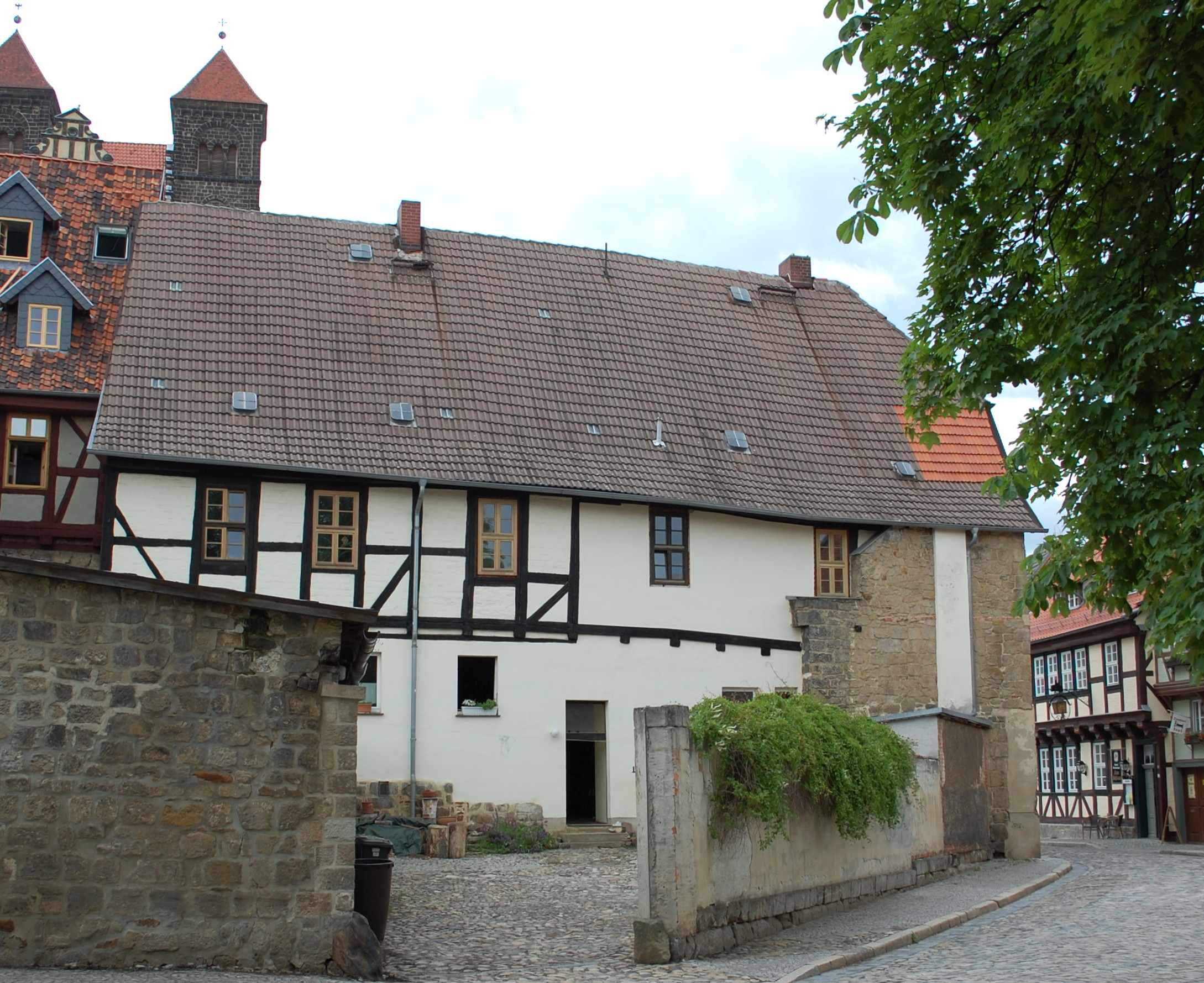
Rückseite des Gebäudes

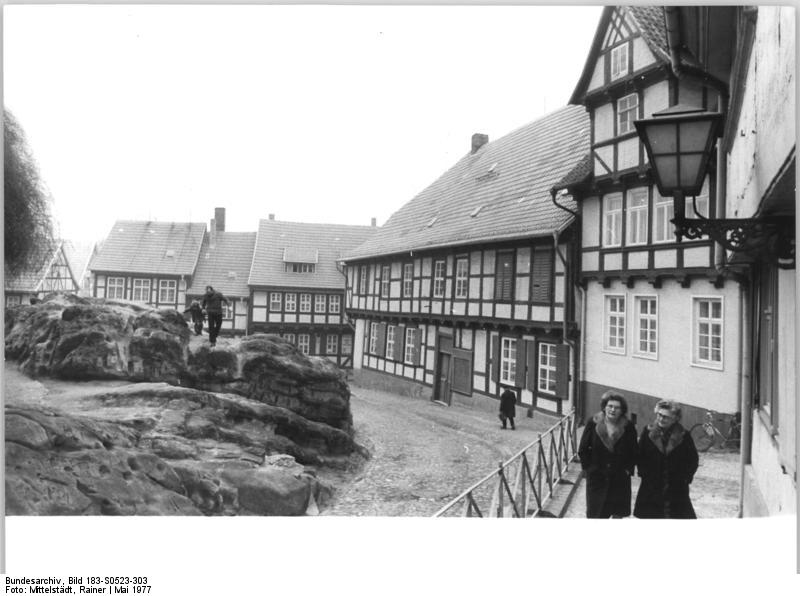
Blick von Norden entlang der Straße Schloßberg, rechts das Haus Schloßberg 2; Aufnahme 1977

Das Haus Schloßberg 2 ist ein denkmalgeschütztes Gebäude in der Stadt Quedlinburg in Sachsen-Anhalt. 

## Lage
Es befindet sich südwestlich des Quedlinburger Schloßbergs an der Einmündung der Straße Schloßberg auf die Mühlenstraße und stellt den südlichen Kopfbau der Häuserzeile dar. Das Haus ist im Quedlinburger Denkmalverzeichnis eingetragen und gehört zum UNESCO-Weltkulturerbe.

## Architektur und Geschichte
Das zweigeschossige Fachwerkhaus wurde nach einer Bauinschrift im Jahr 1688 durch den Zimmermann Andreas Rühle errichtet. Auf ihn verweist die mit einem Wappen versehene Inschrift M. ANDREAS RUHLE ZIMMERMAN. Mit seiner breiten Vorderfront ist das Gebäude nach Osten in Richtung des Schloßberges ausgerichtet. Der Südgiebel bildet den Abschluss zur Mühlenstraße. Als Verzierung finden sich an der Fachwerkfassade des Wohnhauses Pyramidenbalkenköpfe. Die Stockschwelle ist profiliert.
An der abgeschrägten Südostecke des Hauses befindet sich eine Gedenktafel, die an das an dieser Stelle ursprünglich befindliche, zur Quedlinburger Stadtbefestigung gehörende Viehtor erinnert.